# 2012年ロンドンオリンピックの自転車競技・男子個人ロードレース
2012年ロンドンオリンピックの自転車競技・男子個人ロードレース（2012ねんロンドンオリンピックのじてんしゃきょうぎ・だんしこじんロードレース）は、7月28日に行われた。

## 概要

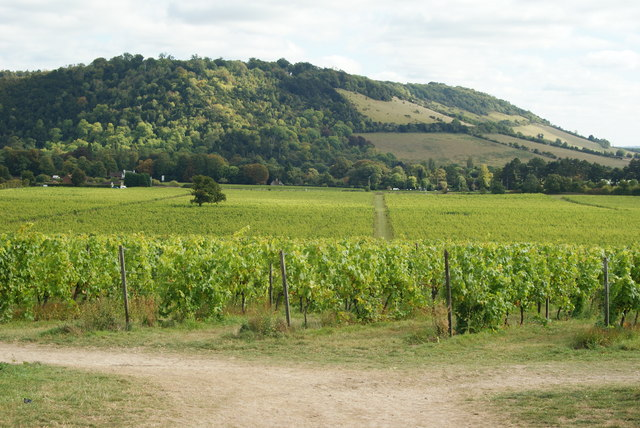
コースの難所であるボックス・ヒル

ザ・マルを発着点とする250㎞の距離で争われた。道中、プットニー橋を通じてテムズ川を通り、リッチモンド公園を経由して、ハンプトン・コート宮殿が境目の地点となり、その後は反時計回りに大回りのコースを南下していく。その後、サリー州のボックス・ヒル サーキットを9周する周回コースを経て北上し、再びハンプトン・コート宮殿に至った後、反時計回りに進んでリッチモンド公園に至る。その後はスタート時と同じコースを逆に進んでザ・マルに到着する。
スタート時間は現地時間で午前10時。日本からは、別府史之、新城幸也が参加。

## 成績

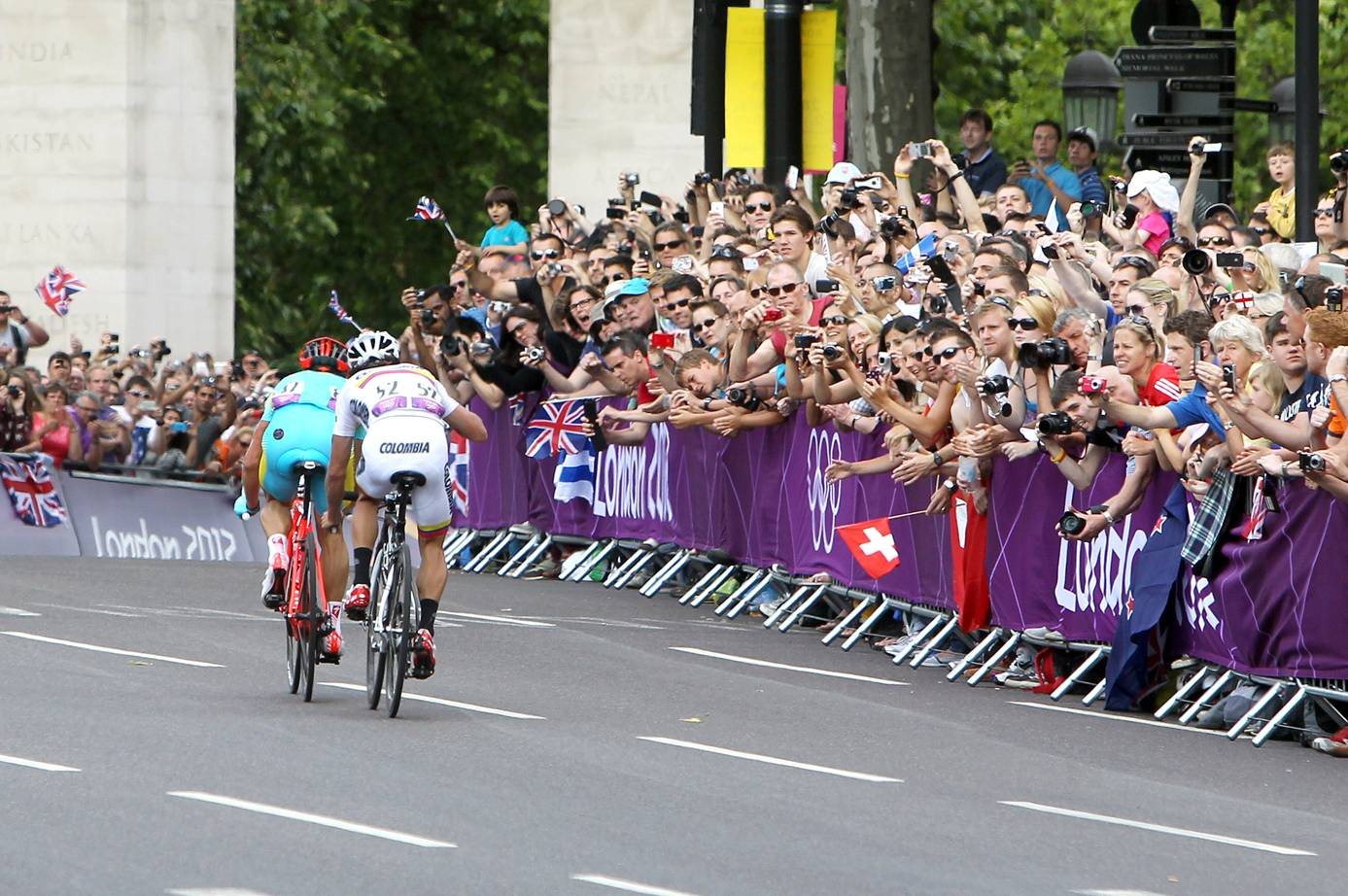
アレクサンドル・ヴィノクロフとリゴベルト・ウラン、最後のスプリント争い

| 順位 | 選手名                                              | 時間          |
| ---- | --------------------------------------------------- | ------------- |
|      | アレクサンドル・ヴィノクロフ カザフスタン (KAZ)     | 5時間45分57秒 |
|      | リゴベルト・ウラン コロンビア (COL)                 | 同            |
|      | アレクサンダー・クリストフ ノルウェー (NOR)         | +08秒         |
| 4    | テイラー・フィニー アメリカ合衆国 (USA)             | 同            |
| 5    | セルゲイ・ラグティン ウズベキスタン (UZB)           | 同            |
| 6    | スチュアート・オグレディ オーストラリア (AUS)       | 同            |
| 7    | ユルヘン・ルラントス ベルギー (BEL)                 | 同            |
| 8    | グレゴリー・ラスト スイス (SUI)                     | 同            |
| 9    | ルカ・パオリーニ イタリア (ITA)                     | 同            |
| 10   | ジャック・バウアー ニュージーランド (NZL)           | 同            |
| 11   | ラース・ボーム オランダ (NED)                       | 同            |
| 12   | ヤコブ・フグルサング デンマーク (DEN)               | 同            |
| 13   | ルイ・コスタ ポルトガル (POR)                       | 同            |
| 14   | ルイス・レオン・サンチェス スペイン (ESP)           | 同            |
| 15   | ロマン・クロイツィガー チェコ (CZE)                 | 同            |
| 16   | セルヒオ・エナオ コロンビア (COL)                   | 同            |
| 17   | アンドリー・グリフコ ウクライナ (UKR)               | 同            |
| 18   | アレハンドロ・バルベルデ スペイン (ESP)             | 同            |
| 19   | フィリップ・ジルベール ベルギー (BEL)               | 同            |
| 20   | シルヴァン・シャヴァネル フランス (FRA)             | 同            |
| 21   | ヤネス・ブライコヴィッチ スロベニア (SLO)           | 同            |
| 22   | 別府史之 日本 (JPN)                                 | 同            |
| 23   | ロベルト・ヘーシンク オランダ (NED)                 | 同            |
| 24   | アレクサンドル・コロブネフ ロシア (RUS)             | 同            |
| 25   | ラーシュ・ペター・ノードハウグ ノルウェー (NOR)     | 同            |
| 26   | ホナタン・カストロビエホ スペイン (ESP)             | +16秒         |
| 27   | アンドレ・グライペル ドイツ (GER)                   | +40秒         |
| 28   | トム・ボーネン ベルギー (BEL)                       | 同            |
| 29   | マーク・カヴェンディッシュ イギリス (GBR)           | 同            |
| 30   | アルノー・デマル フランス (FRA)                     | 同            |
| 31   | フランシスコ・ベントソ スペイン (ESP)               | 同            |
| 32   | ムリロ・フィスシャー ブラジル (BRA)                 | 同            |
| 33   | タイラー・ファーラー アメリカ合衆国 (USA)           | 同            |
| 34   | ペーター・サガン スロバキア (SVK)                   | 同            |
| 35   | アンドレイ・アマドール コスタリカ (CRC)             | 同            |
| 36   | ベルンハルト・アイゼル オーストリア (AUT)           | 同            |
| 37   | 黄金宝 香港 (HKG)                                   | 同            |
| 38   | エリア・ヴィヴィアーニ イタリア (ITA)               | 同            |
| 39   | エクトル・サマロン メキシコ (MEX)                   | 同            |
| 40   | ダリル・インピー 南アフリカ (RSA)                   | 同            |
| 41   | ラドスラフ・ロギナ クロアチア (CRO)                 | 同            |
| 42   | マティ・ブレシェル デンマーク (DEN)                 | 同            |
| 43   | アサン・バザイェフ カザフスタン (KAZ)               | 同            |
| 44   | ホセ・ホアキン・ロハス スペイン (ESP)               | 同            |
| 45   | ミゲル・ウベト ベネズエラ (VEN)                     | 同            |
| 46   | ボルト・ボジチュ スロベニア (SLO)                   | 同            |
| 47   | ラムーナス・ナヴァルダウスカス リトアニア (LTU)     | 同            |
| 48   | 新城幸也 日本 (JPN)                                 | 同            |
| 49   | マヌエル・カルドゾ ポルトガル (POR)                 | 同            |
| 50   | レネ・マンドリ エストニア (EST)                     | 同            |
| 51   | ハクソン・ロドリゲス ベネズエラ (VEN)               | 同            |
| 52   | ウラディミル・イサイチェフ ロシア (RUS)             | 同            |
| 53   | ヤウヘン・フタロヴィチュ ベラルーシ (BLR)           | 同            |
| 54   | イヴァン・ステヴィチュ セルビア (SRB)               | 同            |
| 55   | デヴィッド・マッカーン アイルランド (IRL)           | 同            |
| 56   | アレクセイス・サラモティンス ラトビア (LAT)         | 同            |
| 57   | マルティン・エルミガー スイス (SUI)                 | 同            |
| 57   | ニッキー・セレンセン デンマーク (DEN)               | 同            |
| 59   | ゲディミナス・バグドナス リトアニア (LTU)           | 同            |
| 60   | ミハウ・クヴィアトコヴスキ ポーランド (POL)         | 同            |
| 61   | ダナイル・アンドノフ ブルガリア (BUL)               | 同            |
| 62   | アディル・ジェルル モロッコ (MAR)                   | 同            |
| 63   | ライダー・ヘシェダル カナダ (CAN)                   | 同            |
| 64   | ローラン・ディディエ ルクセンブルク (LUX)           | 同            |
| 65   | ユシ・ヴァイカネン フィンランド (FIN)               | 同            |
| 66   | ドミトロ・クリヴツォフ ウクライナ (UKR)             | 同            |
| 67   | アルノル・アルコレア キューバ (CUB)                 | 同            |
| 68   | クリスティヤン・ジュラセク クロアチア (CRO)         | 同            |
| 69   | ネルソン・オリヴェイラ ポルトガル (POR)             | 同            |
| 70   | トマス・ヒル ベネズエラ (VEN)                       | 同            |
| 71   | ラース・バク デンマーク (DEN)                       | 同            |
| 72   | ゴンサロ・ガリド チリ (CHI)                         | 同            |
| 73   | ダニエル・テクレハイマノット エリトリア (ERI)       | 同            |
| 74   | セバスティアン・ランヘヴェルト オランダ (NED)       | 同            |
| 75   | ヤン・バールタ チェコ (CZE)                         | 同            |
| 76   | グスタヴ・ラルソン スウェーデン (SWE)               | 同            |
| 77   | ウェガード・レンエン デンマーク (DEN)               | 同            |
| 78   | ブラニスラウ・サモイラウ ベラルーシ (BLR)           | 同            |
| 79   | グレガ・ボレ スロベニア (SLO)                       | 同            |
| 80   | カデル・エヴァンス オーストラリア (AUS)             | 同            |
| 81   | ダニエル・ショルン オーストリア (AUT)               | 同            |
| 82   | ニキ・テルプストラ オランダ (NED)                   | 同            |
| 83   | サイモン・ジェラン オーストラリア (AUS)             | 同            |
| 84   | マツィエイ・ボドナル ポーランド (POL)               | 同            |
| 85   | マシュー・ゴス オーストラリア (AUS)                 | 同            |
| 86   | トニ・ガロパン フランス (FRA)                       | 同            |
| 87   | ミヒャエル・シェーア スイス (SUI)                   | 同            |
| 88   | ティモシー・ダガン アメリカ合衆国 (USA)             | 同            |
| 89   | ニコラス・ロッシュ アイルランド (IRL)               | 同            |
| 90   | ダニエル・マーティン アイルランド (IRL)             | 同            |
| 91   | マイケル・ロジャース オーストラリア (AUS)           | 同            |
| 92   | フレフ・ファン・アヴェルマート ベルギー (BEL)       | 同            |
| 93   | クリス・ホーナー アメリカ合衆国 (USA)               | +49秒         |
| 94   | イアン・スタンナード イギリス (GBR)                 | +50秒         |
| 95   | ベルト・グラプシュ ドイツ (GER)                     | 同            |
| 96   | ミヒャエル・アルバジーニ スイス (SUI)               | 同            |
| 97   | リーウ・ウェストラ オランダ (NED)                   | 同            |
| 98   | デニス・メンショフ ロシア (RUS)                     | +54秒         |
| 99   | サシャ・モドロ イタリア (ITA)                       | 同            |
| 100  | ステイン・ファンデンベルフ ベルギー (BEL)           | 同            |
| 101  | ヴィンチェンツォ・ニバリ イタリア (ITA)             | +56秒         |
| 102  | マルセル・ジーベルク ドイツ (GER)                   | +1分11秒      |
| 103  | ブラッドリー・ウィギンス イギリス (GBR)             | +1分17秒      |
| 104  | ティジェイ・ヴァン・ガーデレン アメリカ合衆国 (USA) | +1分34秒      |
| 105  | ヨーン・デーゲンコルプ ドイツ (GER)                 | +2分52秒      |
| 106  | ファビアン・カンチェラーラ スイス (SUI)             | +5分43秒      |
| 107  | マルコ・ピノッティ イタリア (ITA)                   | +8分07秒      |
| 108  | デヴィッド・ミラー イギリス (GBR)                   | +9分19秒      |
| 109  | クリス・フルーム イギリス (GBR)                     | +12分27秒     |
| 110  | イオアニス・タモウリディス ギリシャ (GRE)           | 同            |

|     | 選手名                                            |
| --- | ------------------------------------------------- |
| HD  | マキシミリアーノ・リチェセ アルゼンチン (ARG)     |
| HD  | ビロン・グアマ エクアドル (ECU)                   |
| HD  | メディ・ソラビ イラン (IRI)                       |
| HD  | ガボル・カサ セルビア (SRB)                       |
| HD  | アーメット・アクディレク トルコ (TUR)             |
| DNF | グレゴリー・パニゾ ブラジル (BRA)                 |
| DNF | エドヴァルド・ボアソン・ハーゲン ノルウェー (NOR) |
| DNF | アゼディネ・ラガブ アルジェリア (ALG)             |
| DNF | スパス・ギュロフ ブルガリア (BUL)                 |
| DNF | ムアマド・オスマン マレーシア (MAS)               |
| DNF | ミラス・カル トルコ (TUR)                         |
| DNF | ケマル・キュシュバイ トルコ (TUR)                 |
| DNF | ムラディアン・ハルムラトフ ウズベキスタン (UZB)   |
| DNF | マニョ・ナザレット ブラジル (BRA)                 |
| DNF | トニー・マルティン ドイツ (GER)                   |
| DNF | クリシュティアン・ロヴァシ ハンガリー (HUN)       |
| DNF | アミル・ルスリ マレーシア (MAS)                   |
| DNF | オレグ・ベルドス モルドバ (MDA)                   |
| DNF | ミハウ・ゴワシュ ポーランド (POL)                 |
| DNF | アンドレイ・ネチタ ルーマニア (ROU)               |
| DNF | ヴァシル・キリエンカ ベラルーシ (BLR)             |
| DNF | アリレザ・アジ イラン (IRI)                       |
| DNF | グレッグ・ヘンダーソン ニュージーランド (NZL)     |
| DNF | ジョルジ・ナディラドゼ グルジア (GEO)             |
| DNF | 朴晟伯 韓国 (KOR)                                 |
| DNF | スフィアネ・アディ モロッコ (MAR)                 |
| DNF | マヌエル・ロダス グアテマラ (GUA)                 |
| DNF | ダン・クレイヴン ナミビア (NAM)                   |
| DNF | ムシネ・ラサイニ モロッコ (MAR)                   |
| DNF | オマル・アサネン シリア (SYR)                     |
| DNF | ホルヘ・ソト ウルグアイ (URU)                     |
| DNF | ファビオ・ドゥアルテ コロンビア (COL)             |
| DNF | ミカエル・ブルガン フランス (FRA)                 |
| DNF | アミル・ザルガリ イラン (IRI)                     |